# Bernardo Capó
Bernardo Capó Plomer (Muro, 20 ottobre 1919 – Muro, 11 febbraio 2000) è stato un ciclista su strada spagnolo.
Professionista dal 1945 al 1954, vinse due tappe alla Vuelta a España.

## Carriera
Nei dieci anni di professionismo colse una quindicina di tappe in tutto, fra cui spiccano la Vuelta a Burgos del 1946 (nella stessa corsa arrivò terzo nel 1948), il campionato spagnolo del 1947, due tappe alla Vuelta a España, entrambe nel 1950, e due alla Volta a Catalunya. Tutti i successi li ottenne nella propria terra natale. Nel 1948 arrivò terzo alla Vuelta.

## Palmarès
- 1945

3ª tappa Circuito del Norte
- 1946

Classifica generale Vuelta a Mallorca
3ª tappa Vuelta a Burgos (Miranda de Ebro > Villarcayo)
Classifica generale Vuelta a Burgos
- 1947

6ª tappa Grand Prix Marca
Campionato spagnolo, Prova in linea
Classifica generale Vuelta a Mallorca
- 1948

1ª tappa Vuelta a Tarragona
Classifica generale Vuelta a Tarragona
- 1949

Grand Prix Andalucia
8ª tappa Volta Ciclista a Catalunya
- 1950

8ª tappa, 1ª semitappa Vuelta a España (Pamplona > Tudela)
21ª tappa Vuelta a España (Mérida > Talavera de la Reina)
- 1951

4ª tappa, 1ª semitappa Volta Ciclista a Catalunya

## Piazzamenti

### Grandi giri
- Vuelta a España

1945: 8º
1948: 3º
1950: 7º
- Tour de France

1949: eliminato (1ª tappa)